# Championnat de Lituanie de football 2019
Navigation
A Lyga 2018 A Lyga 2020
La saison 2019 du championnat de Lituanie de football est la 30e édition de la première division lituanienne.
Les huit meilleurs clubs du pays sont regroupés en une poule unique où chaque équipe rencontre quatre fois ses adversaires pour un total de 28 matchs chacun. En fin de saison, le dernier du classement est directement relégué et remplacé par le meilleur club de deuxième division tandis que l'avant-dernier se qualifie pour un barrage de relégation contre le second de l'échelon inférieur. Les six premiers se qualifient quant à eux pour la phase finale où ils s'affrontent une fois chacun afin de déterminer le vainqueur de la compétition ainsi que les qualifications pour les compétitions européennes.
Trois places européennes sont mises en jeu en championnat en début d'exercice, le champion se qualifiant pour le premier tour de qualification de la Ligue des champions 2020-2021 tandis que le deuxième et le troisième prennent part au premier tour de qualification de la Ligue Europa 2020-2021. Une quatrième place pour la Ligue Europa est également attribuée par le biais de la Coupe de Lituanie 2019. Si le vainqueur de cette dernière compétition est déjà qualifié en coupe d'Europe par un autre biais, sa place est alors réattribuée au quatrième du championnat.
La compétition est remportée cette année-là par le Sūduva Marijampolė, double tenant du titre, qui remporte alors son troisième championnat d'affilée et se qualifie pour la Ligue des champions. Il complète par ailleurs le doublé en remportant également la coupe nationale. Le Žalgiris Vilnius se classe quant à lui deuxième pour la troisième année de suite tandis que le FK Riteriai, ancien FK Trakai, termine troisième lui aussi pour la troisième fois de suite, les deux se qualifiant pour la Ligue Europa. Le Sūduva Marijampolė remportant par ailleurs la Coupe de Lituanie, sa place en Ligue Europa est réattribuée au Kauno Žalgiris, quatrième du championnat.
La saison est notamment marquée par l'abandon du Stumbras Kaunas, qui se voit retirer sa licence de première division et exclu de la compétition à la fin du mois de juin 2019. Il termine donc techniquement dernier de la compétition au terme de la saison. Le FK Palanga se classe quant à lui avant-dernier et prend ainsi part au barrage de relégation au cours duquel il est vaincu par le Banga Gargždai, ce qui entraîne sa relégation au profit de ce dernier. Peu après la fin de saison, l'Atlantas Klaipėda, sixième du championnat, est exclu de la compétition en raison d'une affaire de matchs truqués.

## Équipes participantes
Un total de huit équipes prennent part à la compétition, sept d'entre elles étant déjà présentes la saison précédente, auxquelles s'ajoutent une équipe promue, le FK Panevėžys, qui remplace le relégué Jonava. La pré-saison voit par ailleurs le FK Trakai déménager à Vilnius et changer de nom pour devenir le FK Riteriai.
Le FK Sūduva est l'équipe présente depuis le plus longtemps avec une participation ininterrompue depuis 2002, suivi du FK Žalgiris qui évolue dans l'élite depuis 2010 et de l'FK Atlantas présent depuis 2011.
En plus de sa participation au championnat, le FK Sūduva prend également part à la Ligue des champions 2019-2020 en tant que vainqueur du championnat 2018, tandis que le FK Žalgiris, le FK Riteriai et le Kauno Žalgiris participent à la Ligue Europa 2019-2020.
Légende des couleurs
- Premier tour de qualification de la Ligue des champions 2019-2020
- Premier tour de qualification de la Ligue Europa 2019-2020
- Promu de deuxième division 2018

| Club              | Présent depuis | Classement 2018 |
| ----------------- | -------------- | --------------- |
| FK Sūduva         | 2002           | 1er             |
| FK Žalgiris       | 2010           | 2e              |
| FK Riteriai       | 2014           | 3e              |
| FC Stumbras       | 2015           | 4e              |
| FK Kauno Žalgiris | 2015           | 5e              |
| FK Atlantas       | 2011           | 6e              |
| FK Palanga        | 2018           | 7e              |
| FK Panevėžys      | 2019           | 1er (D2)        |

## Règlement
Le classement est établi suivant le barème de points classique, une victoire valant trois points, un match nul un seul et une défaite aucun.
En cas d'égalité de points, les équipes concernées sont dans un premier temps départagées sur la base des résultats en confrontations directes (points, différence de buts, buts marqués, victoires remportées), suivi de la différence de buts générale, puis du nombre de buts marqués, et enfin du nombre de victoires remportées.

## Première phase
La première phase du championnat voit les huit clubs participants s'affronter à quatre reprises chacun, pour un total de 28 matchs chacun. À l'issue de celle-ci, les six premiers se qualifient pour la deuxième phase tandis que le dernier est directement relégué en deuxième division. L'avant-dernier est quant à lui qualifié pour le barrage de relégation face au deuxième de l'échelon inférieur.
| Rang | Équipe         | Pts | J  | G  | N | P  | Bp | Bc | Diff |
| ---- | -------------- | --- | -- | -- | - | -- | -- | -- | ---- |
| 1    | FK Sūduva T C  | 75  | 28 | 25 | 0 | 3  | 74 | 15 | +59  |
| 2    | FK Žalgiris    | 65  | 28 | 21 | 2 | 5  | 67 | 22 | +45  |
| 3    | FK Riteriai    | 46  | 28 | 13 | 7 | 8  | 44 | 29 | +15  |
| 4    | Kauno Žalgiris | 44  | 28 | 13 | 5 | 10 | 48 | 39 | +9   |
| 5    | FK Panevėžys P | 31  | 28 | 8  | 7 | 13 | 41 | 53 | -12  |
| 6    | FK Atlantas    | 26  | 28 | 7  | 5 | 16 | 26 | 53 | -27  |
| 7    | FK Palanga     | 19  | 28 | 6  | 1 | 21 | 29 | 70 | -41  |
| 8    | FC Stumbras    | 15  | 28 | 4  | 3 | 21 | 12 | 60 | -48  |

|  | Qualifié pour la seconde phase du championnat             |
|  | Participation au barrage de promotion-relégation          |
|  | Relégation en deuxième division                           |
|  | T : Tenant du titre C : Vainqueur de la Coupe de Lituanie |

1. ↑  Le Stumbras Kaunas se voit retirer sa licence de première division le 27 juin 2019 et est ainsi exclu de la compétition[1]. Ses rencontres restantes sont décomptées comme des défaites techniques 3-0.

## Deuxième phase
Réunissant les six meilleures équipes de la première phase, la deuxième phase sert à déterminer le classement final du championnat, notamment afin de désigner le vainqueur de la compétition ainsi que l'attribution des places européennes.
Les six clubs concernés conservent l'ensemble des résultats et points acquis à l'issue de la première phase et s'affrontent chacune une seule fois, pour un total de cinq matchs joués.
| Rang | Équipe         | Pts | J  | G  | N | P  | Bp | Bc | Diff |
| ---- | -------------- | --- | -- | -- | - | -- | -- | -- | ---- |
| 1    | FK Sūduva T C  | 87  | 33 | 29 | 0 | 4  | 95 | 24 | +71  |
| 2    | FK Žalgiris    | 74  | 33 | 24 | 2 | 7  | 79 | 29 | +50  |
| 3    | FK Riteriai    | 55  | 33 | 16 | 7 | 10 | 57 | 36 | +21  |
| 4    | Kauno Žalgiris | 53  | 33 | 16 | 5 | 12 | 54 | 45 | +9   |
| 5    | FK Panevėžys P | 37  | 33 | 10 | 7 | 16 | 49 | 63 | -14  |
| 6    | FK Atlantas    | 26  | 33 | 7  | 5 | 21 | 30 | 78 | -48  |

|  | Qualifié pour le 1er tour de qualification de la Ligue des champions 2020-2021 |
|  | Qualifié pour le 1er tour de qualification de la Ligue Europa 2020-2021        |
|  | Rétrogradation administrative                                                  |
|  | T : Tenant du titre C : Vainqueur de la Coupe de Lituanie P : Promus de I lyga |

1. ↑  L'Atlantas Klaipėda est exclu de la première division après la fin de la saison en raison d'une affaire de matchs truqués[2].

## Barrage de relégation
L'avant-dernier de première division rencontre le vice-champion du deuxième échelon dans le cadre de barrage en deux manches pour déterminer le dernier club engagé en championnat lors de la saison suivante. Les deux rencontres de ce barrage sont disputées les 3 et 9 novembre 2019.
Le barrage de cette édition voit s'opposer le FK Palanga, avant-dernier de la première division, et le Banga Gargždai, vice-champion du deuxième échelon. Ce dernier remporte le match aller à domicile sur le score de 2-0 avant d'obtenir un match nul 2-2 à Palanga, lui permettant de sortir vainqueur de la confrontation sur le score final de 4-2 et d'être promu en première division pour la saison 2020, tandis que Palanga est relégué à l'échelon inférieur.
| Équipe        | Aller | Total | Retour | Équipe          |
| ------------- | ----- | ----- | ------ | --------------- |
| FK Banga (D2) | 2 - 0 | 4 - 2 | 2 - 2  | (D1) FK Palanga |

## Bilan de la saison
| Championnat de Lituanie de football 2019 |                               |
| Champion                                 | Sūduva Marijampolė (3e titre) |
| Coupes et trophées                       |                               |
| Vainqueur de la Coupe de Lituanie 2019   | Sūduva Marijampolė            |
| Qualifications continentales             |                               |
| Ligue des champions 2020-2021            | Sūduva Marijampolė            |
| Ligue Europa 2020-2021                   | Žalgiris Vilnius              |
| Ligue Europa 2020-2021                   | Kauno Žalgiris                |
| Ligue Europa 2020-2021                   | FK Riteriai                   |
| Promotions et relégations                |                               |
| Promus en A Lyga                         | Džiugas Telšiai               |
| Promus en A Lyga                         | Banga Gargždai                |
| Relégués en I Lyga                       | Stumbras Kaunas               |
| Relégués en I Lyga                       | FK Palanga                    |